# 山梨県医師会

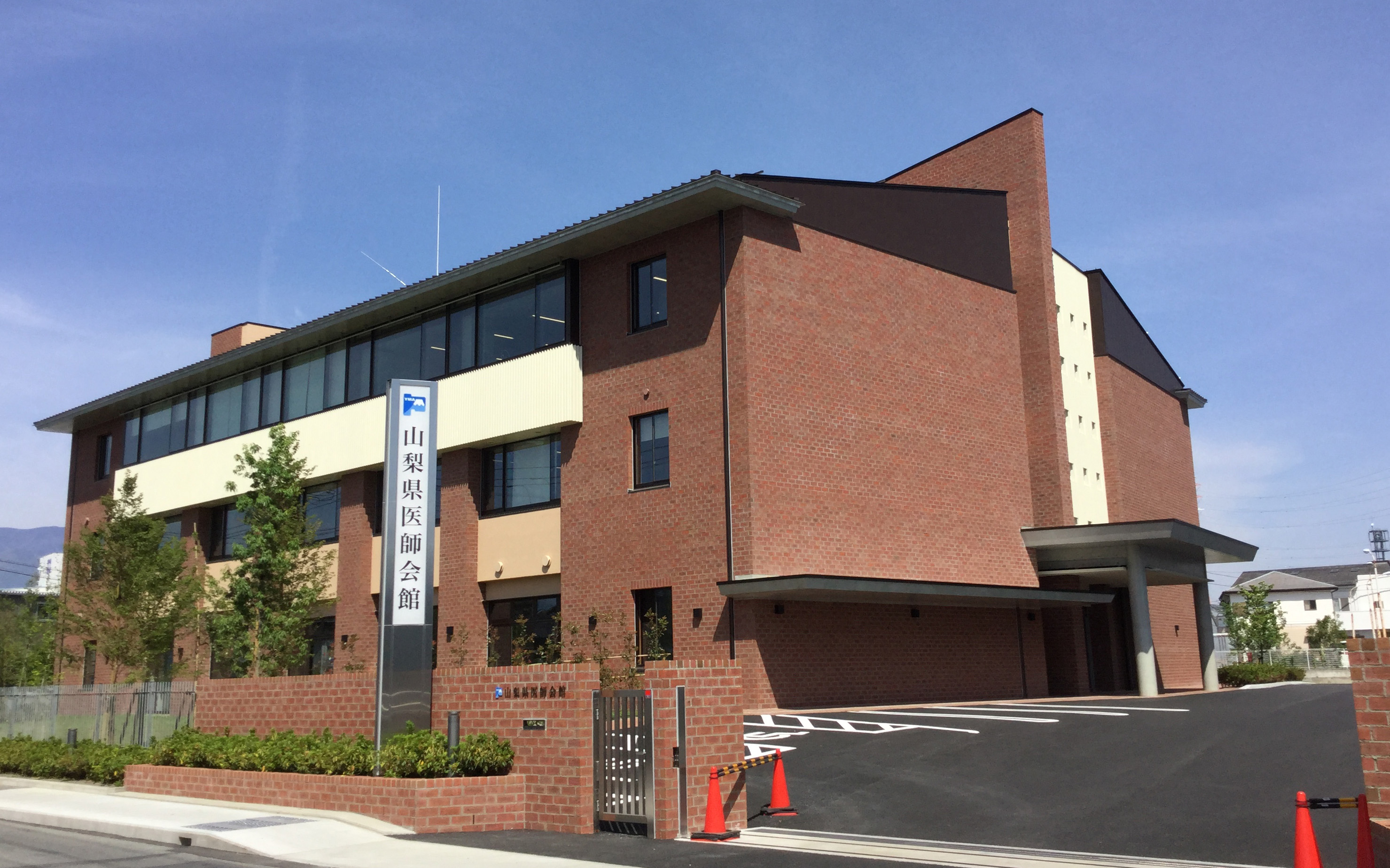
山梨県医師会会館（2018年5月撮影）

一般社団法人山梨県医師会（やまなしけんいしかい、Yamanashi Medical Association）は、山梨県の医師を会員とする法人。甲府看護専門学校を運営している。

## 本部所在地
- 山梨県甲府市徳行5-13-5

## 郡市医師会
- 甲府市医師会
- 東山梨医師会
- 笛吹市医師会
- 西八代郡医師会
- 南巨摩郡医師会
- 中巨摩医師会
- 北巨摩医師会
- 富士吉田医師会
- 都留医師会
- 北都留医師会
- 山梨大学医師会